# UFC 289
UFC 289: Nunes vs. Aldana fue un evento de artes marciales mixtas producido por Ultimate Fighting Championship que tuvo lugar el 10 de junio de 2023 en el Rogers Arena en Vancouver, Columbia Británica, Canadá.

## Antecedentes
El evento marcó la 32.ª visita general de la promoción a Canadá y la sexta a Vancouver, regresando al país por primera vez desde UFC Fight Night: Cowboy vs. Gaethje en septiembre de 2019.
Se esperaba que un combate por la trilogía del Campeonato Femenino de Peso Gallo de la UFC entre la actual bicampeona Amanda Nunes y Julianna Peña encabezara el evento. La pareja se enfrentó previamente en UFC 269 donde Peña ganó el título por sumisión en el segundo asalto en una gran sorpresa. Su segundo enfrentamiento tuvo lugar en UFC 277, donde Nunes recuperó el título por decisión unánime. También fueron las entrenadoras principales de la 30.ª temporada de The Ultimate Fighter. Sin embargo, el 2 de mayo, Peña se retiró debido a una fractura de costillas y fue sustituida por Irene Aldana, quien estaba programada para encabezar UFC Fight Night: Dern vs. Hill en una revancha contra la ex retadora al título Raquel Pennington. Esta última sirvió de reserva para el combate por el título.
Un combate de peso ligero entre Charles Oliveira y Beneil Dariush fue el co-evento principal. Originalmente estaban programados para enfrentarse en UFC 288, pero Oliveira se retiró debido a una lesión.
Un combate de peso medio entre Chris Curtis y Nassourdine Imavov tuvo lugar en este evento. Los dos luchadores estaban programados para enfrentarse entre sí fuera de UFC en ARES FC 2 en octubre de 2020, pero el evento fue cancelado debido a complicaciones con la pandemia de COVID-19.
Se esperaba un combate de peso wélter entre Stephen Thompson y Michel Pereira para este evento. Sin embargo, los contratos nunca se firmaron y se espera que el combate tenga lugar en UFC 291 en su lugar.
Se esperaba un combate de peso mosca entre Matt Schnell y David Dvořák para este evento. Sin embargo, Schnell se retiró por lesión y fue sustituido por Steve Erceg.
Se esperaba un combate de peso pluma entre Hakeem Dawodu y Lucas Almeida para este evento. Sin embargo, el combate fue cancelado por razones desconocidas y en su lugar Almeida fue programado para enfrentarse a Pat Sabatini en UFC on ESPN: Vettori vs. Cannonier.
Se esperaba un combate de peso pesado entre Chris Daukaus y Khalil Rountree Jr. para este evento. Sin embargo, Daukaus se retiró a principios de junio debido a una lesión. El combate fue reprogramado para UFC on ESPN: Luque vs. dos Anjos.

## Resultados
1. ↑  Por el Campeonato Femenino de Peso Gallo de la UFC.
2. ↑  Un choque accidental de cabezas hizo que Curtis no pudiera continuar.

## Premios de bonificación
Los siguientes luchadores recibieron bonificaciones de $50000 dólares.
- Pelea de la Noche: Marc-Andre Barriault vs. Eryk Anders
- Actuación de la Noche: Charles Oliveira, Mike Malott, y Steve Erceg